# Гадимбейли, Абдулла Азер оглы
Абдулла Азер оглы Гадимбейли (азерб. Abdulla Azər oğlu Qədimbəyli; род. 2 января 2002, Баку) — азербайджанский шахматист, гроссмейстер (2022). Чемпион Азербайджана (2018). Чемпион мира среди юниоров (2022).

## Биография
Начал играть в шахматы в 4 года. Впервые участвовал в международном турнире во Вьетнаме, когда ему было 6 лет.
В 2009 году стал обладателем второго места, в 2010 году — двукратным чемпионом Европы и чемпионом мира (до 8 лет).
Победитель Чемпионата Азербайджана по шахматам 2018 года.
В октябре 2022 года выиграл чемпионат мира по шахматам среди юниоров (U-20) (Сардиния, Италия).
Тренером Гадимбейли является гроссмейстер Джахангир Агарагимов.

## Изменения рейтинга
| График не отображается по техническим причинам. Чтобы исправить это, воспроизведите график в новом формате, если это возможно. |